# Bistum Fidenza
Das Bistum Fidenza (lat.: Dioecesis Fidentina, ital.: Diocesi di Fidenza) ist eine in Italien gelegene römisch-katholische Diözese mit Sitz in Fidenza.

## Geschichte
Das Bistum Borgo San Donnino wurde am 12. Februar 1601 durch Papst Clemens VIII. mit der Apostolischen Konstitution Super universas errichtet und dem Heiligen Stuhl direkt unterstellt. Am 22. August 1855 wurde das Bistum Borgo San Donnino mit der Apostolischen Konstitution Vel ab antiquis dem Erzbistum Modena-Nonantola als Suffraganbistum unterstellt. Das Bistum Borgo San Donnino wurde am 22. September 1927 in Bistum Fidenza umbenannt.

## Weblinks

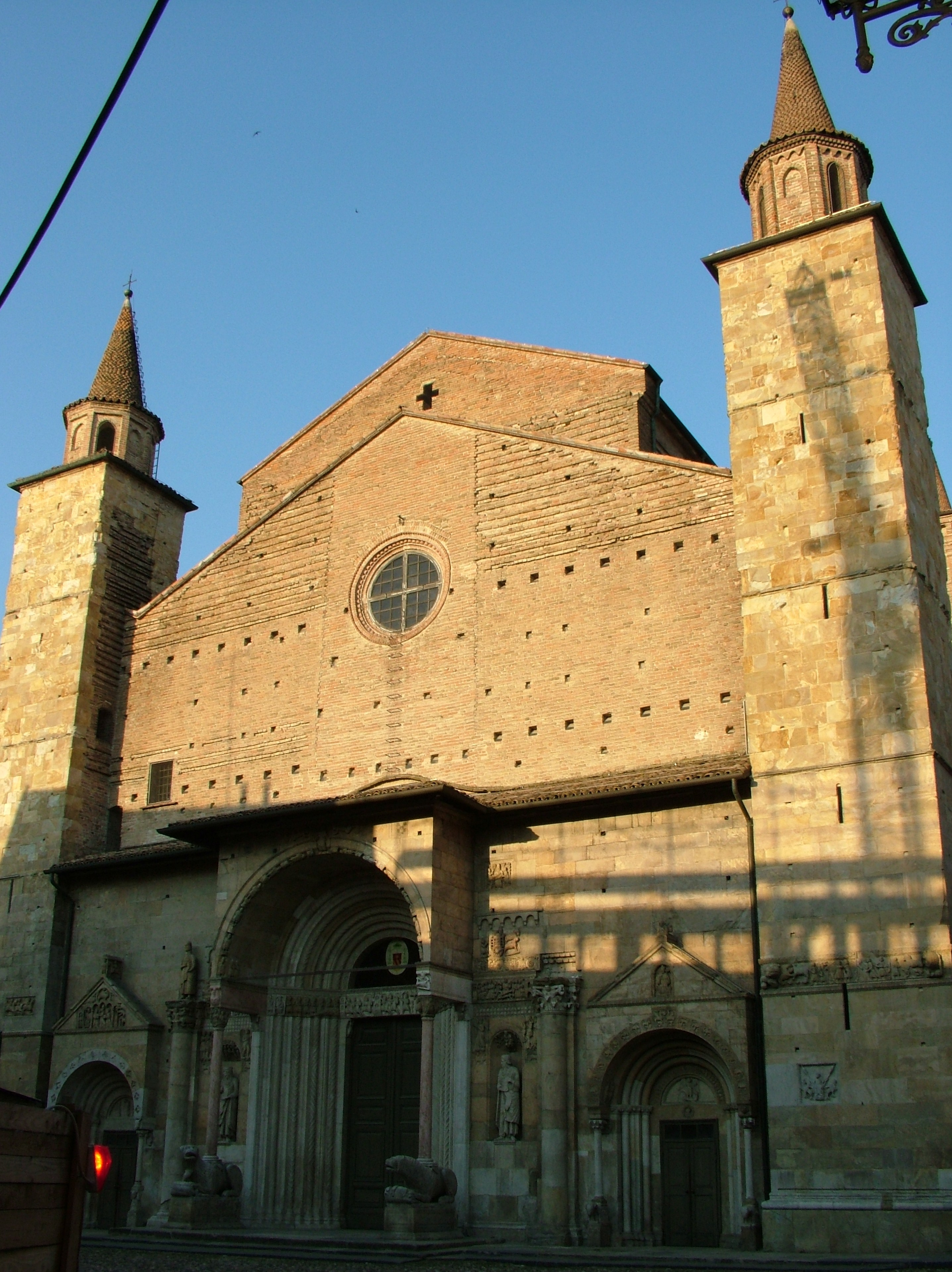
Kathedrale San Donnino martire in Fidenza